# American Skin
Pour plus de détails, voir Fiche technique et Distribution.
American Skin est un film américain écrit et réalisé par Nate Parker, sorti en 2019.

## Fiche technique
Sauf indication contraire, les informations mentionnées dans cette section peuvent être confirmées par la base de données cinématographiques IMDb,  présente dans la section « Liens externes ».
- Titre original et français : American Skin
- Réalisation et scénario : Nate Parker
- Musique : Henry Jackman
- Direction artistique : Garrett Lowe
- Décors : Geoffrey Kirkland
- Costumes : Tiffany White Stanton
- Photographie : Kay Madsen
- Montage : Matthew Feinman	et Billy Weber
- Production : Lukas Behnken, Tarak Ben Ammar et Mark Burg
- Production déléguée : Michael Novogratz, Bob Sargsyan, Vaagn Sarkissyan et Zak Tanjeloff
- Production associée : Van Hayden, Christopher Lockhart, George Loucas, Jane Oster Sinisi et Dwight Wilson II
- Coproduction : R.D. Delgado et David Oyelowo
- Sociétés de production : TM Films et Tiny Giant Entertainment
- Société de distribution : Vertical Entertainment
- Pays de production :  États-Unis
- Langue originale : anglais
- Format : couleur
- Genres : drame ; thriller
- Durée : 89 minutes
- Date de sortie :
  - Italie : 1er septembre 2019 (avant-première à la Mostra de Venise)
  - États-Unis : 15 janvier 2021

## Distribution
- Nate Parker : Lincoln Jefferson
- Omari Hardwick : Omar Scott
- Larry Sullivan : Clay Dwyer
- Theo Rossi : Dominic Reyes
- Beau Knapp : Mike Randall
- Michael Warren : Melvin
- Shane Paul McGhie : Jordin King
- Milauna Jackson : Tayna Jefferson
- Sierra Capri : Kai
- Evan Dodge : James Randall
- Michelle Miracle : Janet
- Brighton Sharbino : Megan

## Production
La musique du film est composée par Henry Jackman. Dans le film, la chanson I Know I Been Changed est interprétée par Keedron Bryant, avec Symba et Gary Clark, Jr..

## Accueil

### Festivals et sorties
Ce long métrage est sélectionné et présenté en avant-première, le 1er septembre 2019, dans la catégorie « Sconfini » à la Mostra de Venise, en Italie,. Il y décroche le prix du meilleur film. Il est également présenté, le 9 septembre dans la même année, au Festival du cinéma américain de Deauville, en France.
Il sort le 15 janvier 2021, aux États-Unis.

## Distinction

### Récompense
- Mostra de Venise 2019 : meilleur film[4]